# Kedemungan
Kedemungan is een bestuurslaag in het regentschap Pasuruan van de provincie Oost-Java, Indonesië. Kedemungan telt 2781 inwoners (volkstelling 2010).